# Gelsted-Kirk-Scherfig-Prisen
Gelsted-Kirk-Scherfig-Prisen er en dansk kulturpris, der blev indstiftet på Danmarks Kommunistiske Partis kongres 9. november 1979 og første gang uddelt 1980. Prisen er opkaldt efter Otto Gelsted, Hans Kirk og Hans Scherfig. Prisen gives til kunstnere eller organisationer, der har gjort "en særlig indsats for arbejderklassen, eller som har udrettet humanitære gerninger."
Prisen var oprindelig bestyret af DKPs forretningsudvalg og blev tildelt personer med nær tilknytning til DKP, men efter Sovjetunionens fald 1991 udbrød en magtkamp om kontrollen med prisen, der var blevet overdraget til en fond af samme navn (Gelsted-Kirk-Scherfig-Fonden). I vedtægterne var det fastlagt, at forretningsudvalget i DKP udpeger fondsbestyrelsen. Civilstyrelsen blev inddraget for at løse den årelange strid og afgjorde, at DKP stadig har kontrollen med fonden.

## Modtagere
- 2018 Prisen uddeltes ikke
- 2017 De fire forfattere til bogen om Brødrene Nielsen – Albert Scherfig, Charlie Krautwald, Daniel Madsen og Nadia Zarling
- 2016 Niels Skousen og Knud Vilby
- 2015 Annisette Koppel, Søren Zeuth og Pylle Søndergård
- 2014 Roj TV, Omar Marzouk og Peter Ingemann
- 2013 Allan Olsen
- 2012 Nanna Lüders, Jørgen Abrechtsen, Jørgen Tang Holbek og Poul Dissing
- 2011 Margrethe Koytu, Jørgen Buch, Søren Krogh og Mikael K [ie: Ryberg Kristensen]
- 2010 Sonja Oppenhagen, Kurt Wilken, Fin Alfred Larsen
- 2009 Kirkeasyl ved Said Parvin, Flemming Jensen, Jesper Klein og Sjakket
- 2008 Niels Harrit, Tom McEwan, Vesterbro Ungdomsgårds Kor ved Bo Schiøler
- 2007 Kunstnere for Fred (ved Jesper Klein), Johan Kirkmand, Eva Madsen, Arne Würgler
- 2006 Foreningen Oprør (v. Patrick Mac Manus), Niels Hausgaard, Leif Monnerup
- 2003 Birgitte Bruun, Benny Holst, Peter Larsen, Lotte Svendsen, 25.000 kr. hver, Hus Forbi (tidsskrift) (5.000 kr.), Food not bombs (aktionsgruppe) (5.000 kr.)
- 2002 Nahid Riazi, Mikael Wiehe, SALT (tidsskrift)
- 2001 Anna Kanafani, Erik Clausen, Erik Stinus og Per Warming for Jordens sange (bog + CD), Anders Ahnfelt-Rønne
- 2000 Stine Korst og Maj Wechselmann, 15.000 kr. hver
- 1998 Jytte Abildstrøm
- 1996 Knud Nellemose
- 1995 Internationale Liga for Fred og Frihed, Konvoj til Bosnien, Peter Abrahamsen, Jens Galschiøt Christophersen, Erik Jensen og Sara Stinus
- 1993 Anne Marie Helger, Vigga Bro
- 1992 Finn Jørgensen
- 1990 Per Ulrich
- 1988 Dagmar Andreasen
- 1987 Kirsten Thorup
- 1986 Sonja Oppenhagen på vegne af "Kunstnere for Fred" (25.000 kr.)
- 1985 Jørn Mathiassen
- 1984 William Heinesen
- 1983 Berthe Qvistgaard
- 1981 Erik Stinus
- 1980 Børge Houmann